# Мадонский край
Ма́донский край (латыш. Madonas novads) — административно-территориальная единица в центральной части Латвии, в историко-культурной области Видземе. Край состоит из девятнадцати волостей и городов Лубана, Цесвайне и Мадона, который является центром края. Граничит с Балвским, Резекненским, Вараклянским, Екабпилсским, Айзкраукльским, Огрским, Цесисским и Гулбенским краями.

## История
Край был образован 1 июля 2009 года из части бывшего Мадонского района. Первоначально состоял из четырнадцати волостей и города Мадона. Площадь края составляла 2153,4 км².
В ходе административно-территориальной реформы Латвии 2021 года к краю были присоединены город Лубана и Индранская волость из упразднённого Лубанского края, город Цесвайне и Цесвайнская волость из упразднённого Цесвайнского края и 3 волости из упразднённого Эргльского края.

## Население
По оценке на 1 января 2015 года население края составляло 23 778 постоянных жителей, на 1 января 2010 года — 27 732 человека.

### Национальный состав
Национальный состав населения края по итогам переписи населения Латвии 2011 года:
| Национальность | Численность, чел. (2011) | %        |
| -------------- | ------------------------ | -------- |
| Латыши         | 22 194                   | 88,36 %  |
| Русские        | 2005                     | 7,98 %   |
| Белорусы       | 286                      | 1,14 %   |
| Украинцы       | 178                      | 0,71 %   |
| Поляки         | 188                      | 0,75 %   |
| Литовцы        | 85                       | 0,34 %   |
| Другие         | 182                      | 0,72 %   |
| всего          | 25 118                   | 100,00 % |

## Территориальное деление
- Аронская волость (латыш. Aronas pagasts)
- Баркавская волость (латыш. Barkavas pagasts)
- Берзаунская волость (латыш. Bērzaunes pagasts)
- Вестиенская волость (латыш. Vestienas pagasts)
- Дзелзавская волость (латыш. Dzelzavas pagasts)
- Индранская волость (латыш. Indrānu pagasts)
- Калснавская волость (латыш. Kalsnavas pagasts)
- Лаздонская волость (латыш. Lazdonas pagasts)
- Лиезерская волость (латыш. Liezēres pagasts)
- город Лубана (латыш. Lubānas pilsēta)
- Ляудонская волость (латыш. Ļaudonas pagasts)
- город Мадона (латыш. Madonas pilsēta)
- Марциенская волость (латыш. Mārcienas pagasts)
- Метриенская волость (латыш. Mētrienas pagasts)
- Ошупская волость (латыш. Ošupes pagasts)
- Праулиенская волость (латыш. Praulienas pagasts)
- Сарканская волость (латыш. Sarkaņu pagasts)
- Сауснейская волость (латыш. Sausnējas pagasts)
- город Цесвайне (латыш. Cesvaines pilsēta)
- Цесвайнская волость (латыш. Cesvaines pagasts)
- Эргльская волость (латыш. Ērgļu pagasts)
- Юмурдская волость (латыш. Jumurdas pagasts)

## Охрана природы
На территории Баркавской волости расположен болотный заказник Лиелсалас.